# Cofradía del Santo Cristo del Perdón
La Cofradía del Santo Cristo del Perdón es una cofradía católica de la ciudad de León, España. Fue fundada en 1964 y tiene su sede en la iglesia de San Francisco de la Vega.

## Historia
La cofradía inició su andadura en diciembre de 1964; el día 14 la primera Junta de Seises aprobó los estatutos y el día 28 fueron presentados al obispo Luis Almarcha, siendo erigida canónicamente el 5 de enero de 1965. Durante los siguientes tres meses llevaron a cabo las gestiones necesarias para salir en procesión durante la Semana Santa de ese año, entre las que se encontraba la solicitud de indulto para un preso de la prisión de León y que fue concedida, y así, el 13 de abril de 1965 salió por primera vez la Procesión del Perdón.

## Emblema
El emblema consta de una cruz en perspectiva rodeada por un cíngulo que la abraza.

## Indumentaria

Indumentaria

El hábito está elaborado de sarga de lana, de color marrón, con tablilla por delante y por detrás, ceñido mediante fajín de lana blanca, anudado al lado derecho. En la cabeza, capirote de 45 cm de alto, mientras que los braceros y miembros de la banda se cubren con capillo. Como calzado se utilizan sandalias o zapatos marrones. Así mismo, colgada al cuello, portan una cruz de madera.

## Actos y procesiones
- Domingo de Ramos: Procesión de los Ramos.
- Martes Santo: Procesión del Perdón.
- Miércoles Santo: Vía Crucis.

## Pasos
- La Condena de Cristo: obra de Manuel López Becker, realizada en 2005-2006, es pujada por 86 braceros.
- Cristo del Perdón: obra realizada por Ángel Estrada en 1966, es pujada por 80 braceros.
- Cristo de la Esperanza: obra anónima del siglo XX, es pujada por 22 braceros.
- Madre de la Paz: obra de Amado Fernández, realizada en 1984, es pujada por 92 braceras.